# Habring
Der Habring ist ein 1497 m ü. A. hoher Gipfel der Murberge im Oberen Murtal, Steiermark.

## Lage und Landschaft
Der Habring erhebt sich zwischen dem Tal der Mur bei St. Georgen ob Judenburg und dem Blahbach, einem Nebental des Pölstals, bei Oberzeiring. Er ist der Hauptgipfel im Ostkamm des Bocksruck (1783 m ü. A.), der sich wenig gegliedert bis zum Pölshals zieht.
| vergrößern und Informationen zum Bild anzeigenDas Pölstal bei Unterzeiring, mit dem Habring-Gipfel hinten. |

## Erschließung
Frühjahr 2019 war eine Vorrangzone für den Ausbau der Windenergie in Diskussion (Bocksruck-Habring). Sie war am Kamm zwischen Bocksruck- und Habringgipfel geplant, der Berg selbst wäre nicht betroffen gewesen.  Nordwestlich gegenüber, am Schönberg bei Oberzeiring, befindet sich seit 2002 der Tauernwindpark.